# Episodi de Il capitano (seconda stagione)
La seconda stagione de Il capitano è andata in onda dal 14 settembre al 2 novembre 2007 su Rai 2.
| nº | Titolo                                         | Prima TV Italia   |
| -- | ---------------------------------------------- | ----------------- |
| 1  | Operazione tritolo (prima e seconda parte)     | 14 settembre 2007 |
| 2  | Operazione tritolo (prima e seconda parte)     | 21 settembre 2007 |
| 3  | Operazione Hawala (prima e seconda parte)      | 28 settembre 2007 |
| 4  | Operazione Hawala (prima e seconda parte)      | 5 ottobre 2007    |
| 5  | Operazione Sant'Isidro (prima e seconda parte) | 12 ottobre 2007   |
| 6  | Operazione Sant'Isidro (prima e seconda parte) | 19 ottobre 2007   |
| 7  | Operazione Anabol                              | 26 ottobre 2007   |
| 8  | Operazione quarto uomo                         | 2 novembre 2007   |

## Operazione tritolo (prima e seconda parte)
- Diretto da: Vittorio Sindoni
- Scritto da: Luigi Montefiori, Monica Zapelli, Massimo Razzi

### Trama
Giulio e Margherita stanno progettando il loro matrimonio. L'idillio si interrompe però bruscamente non appena Margherita ricorda a Giulio che, una volta sposati, non lavoreranno più insieme. Intanto, il figlio di un boss della 'Ndrangheta viene ucciso insieme al suo autista e alle sue due guardie del corpo, mentre stanno progettando di trasportare un carico di tritolo. Il padre vuole vendicarsi, facendo uccidere prima i sicari del rivale con un'autobomba e poi vuole uccidere anche il figlio e il nipotino sempre del rivale. Il colonnello Fioravanti decide di incaricare Giulio e la sua squadra di trovare il tritolo. Giulio, però, decide di infiltrarsi nel clan del boss vendicativo. Mentre il capitano Traversari finge di accettare di uccidere il figlio del boss rivale in cambio del tritolo che gli darà il mafioso, Margherita subisce un tentativo di violenza sessuale da uno degli uomini del clan rivale e finisce in ospedale, con il bambino che lotta tra la vita e la morte.

## Operazione Hawala (prima e seconda parte)
- Diretto da: Vittorio Sindoni
- Scritto da: Andrea Oliva, Angelo Pasquini, Massimo Razzi

### Trama
In seguito all'eroica fine del capitano Traversari, Margherita decide di lasciare la Guardia di Finanza e di pensare soltanto al bambino che aspetta. Rimasti senza di lei e del capitano, la squadra affronterà una nuova operazione: un giovane manager viene ucciso insieme alla moglie e alla domestica, sotto gli occhi dei suoi due figli, sopravvissuti per miracolo alla strage, perché i sicari erano incaricati da un boss camorrista di massacrare l'intera famiglia, li credevano a scuola. Il maresciallo Simeoni scopre che il giovane manager ucciso stava andando a Berlino, dove una banca aveva depositato ben 7 milioni di euro. Al posto del capitano Traversari arriva il capitano Francesco Spada e al posto del tenente Passanti arriva il tenente Angela Pasotti per indagare sulla vicenda. Osservando con attenzione la conversazione nello studio, Spada ipotizza che nel corridoio sia nascosto un archivio segreto. Un'incursione notturna negli uffici, compiuta assieme agli uomini della squadra, conferma la sua ipotesi: in una stanza occultata, Spada trova dei documenti della società del camorrista, per la quale trattava anche il manager ucciso. Molte ricevute, infatti, sono scritte in arabo e hanno anche la sigla misteriosa, Jasm. Un informatore ipotizza che quella sigla sia l'abbreviazione di un nome, Jasmine. E che i denari siano trasferimenti fatti con la Hawala, un metodo antico arabo che di solito viene usato anche da alcuni immigrati per spedire soldi a casa senza servirsi delle banche.

## Operazione Sant'Isidro (prima e seconda parte)
- Diretto da: Vittorio Sindoni
- Scritto da: Andrea Oliva, Massimo Razzi

### Trama
Un turista argentino viene ucciso nel confessionale di una chiesa e sul suo cadavere vengono rinvenuti quattro pani di cocaina purissima. La morte del turista mobilita la squadra del capitano Spada, che effettua una perquisizione in un'agenzia turistica specializzata in pellegrinaggi religiosi, consentendo al capitano di stare addosso ad un'anziana argentina, incaricata d'importare una grossa partita di droga. L'anziana si è prestata al traffico nel tentativo di sottrarre sua nipote al ricatto di un boss del narcotraffico. L'anziana, sentendosi braccata dalla Guardia di Finanza, si suicida gettandosi dalla finestra. Poco dopo, la nipote viene rapita dal trafficante, che a sua volta ricatta la madre. Pronto a tutto di recuperare la penna elettronica in cui sono inserite informazioni fondamentali sul suo traffico di droga, il narcotrafficante tortura la ragazza e ricatta sua madre. La donna, che pure ha stabilito un buon rapporto con la tenente Pasotti, tace l'iniziativa del trafficante, e fissa l'appuntamento con quest'ultimo. Ma era una trappola: il narcotrafficante, invece di liberare la ragazza, trae in inganno la donna grazie all'amica della ragazza. Ma, il narcotrafficante capisce subito di essere fregato, e per questo decide di rapire anche la donna.

## Operazione Anabol
- Diretto da: Vittorio Sindoni
- Scritto da: Patrizia Carrano, Andrea Oliva, Massimo Razzi

### Trama
Un culturista si suicida in circostante misteriose e l'autopsia rivela che egli era imbottito di sostanze dopanti che nello stesso tempo gli avevano procurato un tumore. Il colonnello Fioravanti incarica il capitano e la sua squadra di indagare sull'uso di anabolizzanti da parte del giovane. Gli uomini della squadra fanno un primo controllo nella palestra dove si allenava, gestita da un'ex culturista, famosa per le sue battaglie a favore di un culturismo pulito.

## Operazione quarto uomo
- Diretto da: Vittorio Sindoni
- Scritto da: Patrizia Carrano, Andrea Oliva, Massimo Razzi

### Trama
Un giornalista, amico di Spada, viene ucciso sul greto del Tevere, assieme ad un giovane marinaio arabo, regolarmente imbarcato su navi mercantili italiane. Il fatto induce Spada e la sua squadra a perquisire una petroliera intestata ad un imprenditore greco. Dopo aver scoperto una sala operativa allestita con apparecchiature molto sofisticate in un doppio fondo della nave, Spada e Simeoni si imbarcano sotto copertura e in alto mare assistono a un trasbordo di uomini e di attrezzature che, da un altro mercantile, passano sulla nave dell'imprenditore. Sorpresi mentre telefonano agli altri componenti della squadra rimasti a terra, Spada e Simeoni si salvano grazie a uno dei nuovi arrivati (che in realtà è il capitano Traversari, creduto morto a Gioia Tauro, mentre stava sventando il traffico di tritolo), che li fa fuggire su un gommone. Nel frattempo, la sorella del giornalista ucciso trova la propria casa messa a soqquadro da qualcuno che probabilmente stava cercando delle prove raccolte dal fratello prima di essere ucciso.